# 잘락 하루팟 스타디움

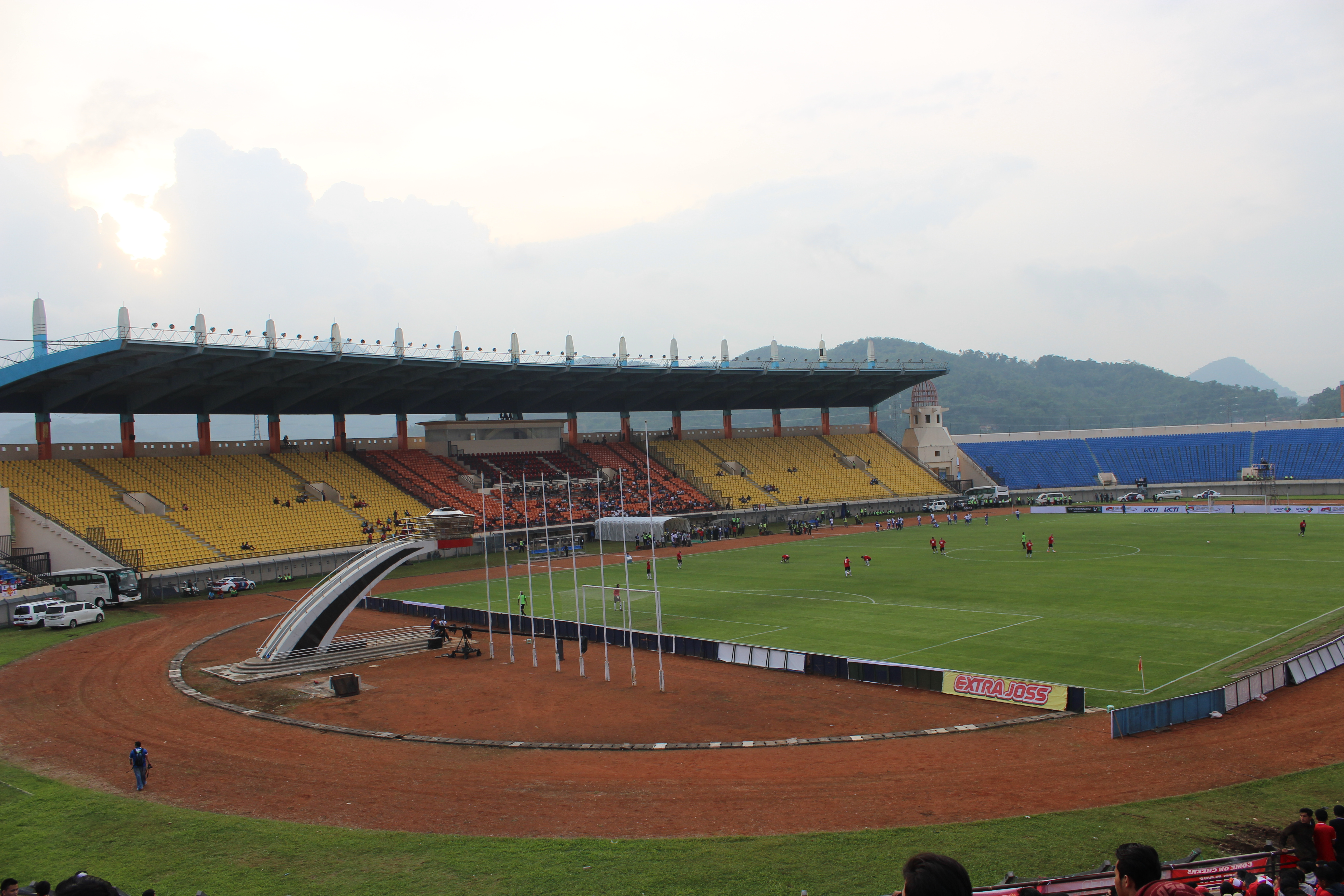
잘락 하루팟 스타디움

시 잘락 하루팟 스타디움(인도네시아어: Stadion Si Jalak Harupat)는 인도네시아 자와바랏 주(서자와 주) 반둥의 소레앙에 위치한 종합 스타디움이다. 경기장 이름은 인도네시아의 독립운동가인 오토 이스칸다르 디 나타의 별명에서 따왔다. 현재는 주로 축구 경기장으로 활용되고 있다.
반둥 당국이 소유한 경기장으로, 2003년 1월에 착공하여 2005년 4월 26일에 완공되었다. 총면적은 28,177m²이며, 27,000명의 관람객을 수용할 수 있다. 지역 프로 축구팀인 페르십 반둥의 연고지로 사용되고 있으며, 2009년부터 홈경기를 치러오고 있다.
2008년 AFF 스즈키컵의 조별 리그 최종전이 이곳에서 치러졌으며, 2018년 아시안 게임에서는 남자 축구 종목의 조별 리그전이 치러졌다.